# Stella Damasus
Stella Damasus (Ciudad de Benín, 24 de abril de 1978) es una actriz y cantante nigeriana. Fue nominada en los Premios de la Academia del Cine Africano en la categoría de mejor actriz protagónica en 2009. Ganó el premio a la mejor actriz en los Nigeria Entertainment Awards en 2007 En 2012 ganó el premio en la misma categoría por la película "Two Brides and a Baby" en los Golden Icons Academy Awards en Houston, Texas. 

## Filmografía

### Cine
- 1999 - Face of a Liar
- 2001 - Rumours
- 2002 - Submission
- 2003 - Real Love
- 2003 - Passions
- 2003 - My Time
- 2003 - When God Says Yes
- 2003 - Never Say Goodbye
- 2003 - Market Seller
- 2003 - The Intruder
- 2003 - Emotional Pain
- 2003 - Dangerous Desire
- 2003 - Bad Boys
- 2003 - After the Fight
- 2004 - Queen
- 2004 - Missing Angel
- 2004 - Kings Pride
- 2004 - Engagement Night
- 2004 - Above Love
- 2004 - Red Hot
- 2004 - Burning Desire
- 2004 - Cinderella
- 2004 - Dangerous Twins
- 2005 - Wheel of Change
- 2005 - The Seed
- 2005 - Desperate and Dangerous
- 2005 - Real Love
- 2005 - Games Women Play
- 2005 - The Bridesmaid
- 2005 - Behind Closed Doors
- 2005 - Widow
- 2006 - Standing Alone
- 2008 - Yankee Girls
- 2008 - Four Sisters
- 2008 - Halimat
- 2016 - Affairs of the Heart
- 2018 - Between